# Badmintonmeisterschaft von Hongkong 2000
Die Badmintonmeisterschaft von Hongkong des Jahres 2000 trug den vollständigen Namen Bank of China (Hong Kong) Hong Kong Annual Badminton Championships 2000 (chinesisch 2000 中銀香港全港羽毛球錦標賽).

## Sieger und Finalisten
| Disziplin    | Gold                      | Silber                             |
| ------------ | ------------------------- | ---------------------------------- |
| Herreneinzel | Agus Hariyanto            | Ng Wei                             |
| Dameneinzel  | Wang Chen                 | Louisa Koon Wai Chee               |
| Herrendoppel | Ma Che Kong Yau Kwun Yuen | Albertus Susanto Njoto Tam Lok Tin |
| Damendoppel  | Chan Mei Mei Ng Ching     | Louisa Koon Wai Chee Siu Ching Man |
| Mixed        | Xiong Bo Wang Chen        | Ma Che Kong Louisa Koon Wai Chee   |